# Élisabeth Faure
 (mars 2010).
Si vous disposez d'ouvrages ou d'articles de référence ou si vous connaissez des sites web de qualité traitant du thème abordé ici, merci de compléter l'article en donnant les références utiles à sa vérifiabilité et en les liant à la section « Notes et références ».
Pour les articles homonymes, voir Faure.
Ne doit pas être confondu avec Élisabeth Dodel-Faure.
Élisabeth Faure, née le 23 octobre 1906 à Ferryville (Protectorat français de Tunisie) et morte le 18 mars 1964 dans le 7e arrondissement de Paris, est une artiste peintre orientaliste française.

## Biographie
Élisabeth Faure, née en Tunisie, est l’ainée de ses deux sœurs : Gabrielle, future collaboratrice de Maurice Denis, et Marguerite. Ses parents rejoindront Toulon en 1910. Elle entre à l'École des beaux-arts de Toulon. En 1925, elle suivra sa famille à Bordeaux d’où elle prépare l’examen d’entrée à l'École nationale supérieure des beaux-arts de Paris. De 1928 à 1935, elle y suit les cours de l’atelier de Lucien Simon (1861-1945). Elle fréquente l'association « La Fresque » à laquelle Paul Baudoüin l'a formée. Elle en est membre en 1933 et demeure au no 3 rue des Saints-Pères dans le 6e arrondissement.
Élisabeth Faure rencontre Marthe Flandrin en adhérant aux Catholiques des beaux-arts et décore, avec elle, la salle de réunion de l’association, rue Madame à Paris, d’une fresque intitulée Le Seigneur est mon pasteur… (1930). Puis, elles œuvrent en 1931 au pavillon des Missions étrangères de l’Exposition coloniale, et en 1935 à Sainte-Geneviève de Nanterre. Élisabeth Faure adopte à cette époque un style directement influencé par le Quattrocento et Piero della Francesca, que l’on retrouve dans sa participation au grand programme décoratif pour l’église du Saint-Esprit (1933) aux côtés des grands noms du courant de l’art sacré. Elle coopérera avec les compagnons des Ateliers d'art sacré.
En 1936, une bourse de voyage lui permet de séjourner en Italie une année avant de rejoindre la Casa de Velázquez à Madrid. Mais la guerre civile espagnole l’oblige à quitter la péninsule pour le Maroc qu’elle explorera en compagnie de son amie Marthe Flandrin de 1938 à 1939.
Son style évolue alors vers une nouvelle spontanéité qui confère à son trait la vivacité  propre à saisir les émotions des scènes quotidiennes et des paysages rencontrés.
Après ces premières expériences exotiques, la guerre ramène Élisabeth Faure à Paris. Elle y commence, en 1942, de nombreux relevés de fresques en Auvergne et Bretagne pour le musée des monuments français. L’après-guerre signe définitivement la fin des grandes commandes décoratives, de l’État français ou de l’Église, dont les artistes femmes pouvaient encore bénéficier. Il leur faut trouver d’autres moyens de vivre de leur métier : l’exploration des colonies en est l’occasion. 
Ainsi, de 1951 à 1953, Élisabeth Faure visite Madagascar et les Comores, où elle exécute de très nombreux croquis et peintures au chromatisme riche et harmonieux. 
Puis, ce sera le Congo-Brazzaville, Libreville et le Tchad, grâce à une nouvelle une nouvelle bourse de 1957 à 1958. Elle vit de la vente de ces œuvres aux colons de ces régions traversées, mais aussi de programmes décoratifs destinés aux bâtiments administratifs. Sa dernière réalisation sera pour l’ambassade de Madagascar, à Londres, en 1963.
Malade depuis 1959, elle meurt le 17 mars 1964 avant d’avoir peint L’Homme cherche son chemin dans la forêt de la connaissance, fresque pour la faculté des sciences de Bordeaux-Talence.

## Collections publiques
En France
- Marseille, musée Cantini ;
- Nanterre, cathédrale Sainte-Geneviève-et-Saint-Maurice, déambulatoire : L'Ivraie, Le Riche insensé, Le mauvais Riche, 1935, fresques ;
- Paris :
  - École nationale supérieure des beaux-arts ;
  - Église du Saint-Esprit de Paris : fresque[3], 1933 ;
  - Musée des monuments français : copies de fresques anciennes ;
  - école des filles du no 7 rue Delambre, préau : L'Italie ou La Cueillette des olives, 1929, fresque, avec la collaboration de Marthe Flandrin (Georges Pradelle architecte) ;
  - Association catholiques des Beaux-Arts, rue Madame, salle de réunion : Le Seigneur est mon pasteur, 1930, fresque, avec la collaboration de Marthe Flandrin ;
- Talence, amphithéâtre de la Faculté des sciences : fresque du hall ;
- Chauriat, village dans la lequel elle possédait une maison de famille, mairie de la commune

Au Madagascar
- Antananarivo, Palais de la Reine ;

Au Royaume-Uni
- Londres, ambassade de Madagascar.

## Verrerie
- Grands panneaux de verres gravés pour la Compagnie générale transatlantique.

## Affiches
- Messagerie maritimes Madagascar et Comores , 70 × 43 cm.

## Salons
- Salon des artistes français de 1933 à 1935 ;
- Salon de la Société nationale des beaux-arts de 1935.

## Expositions

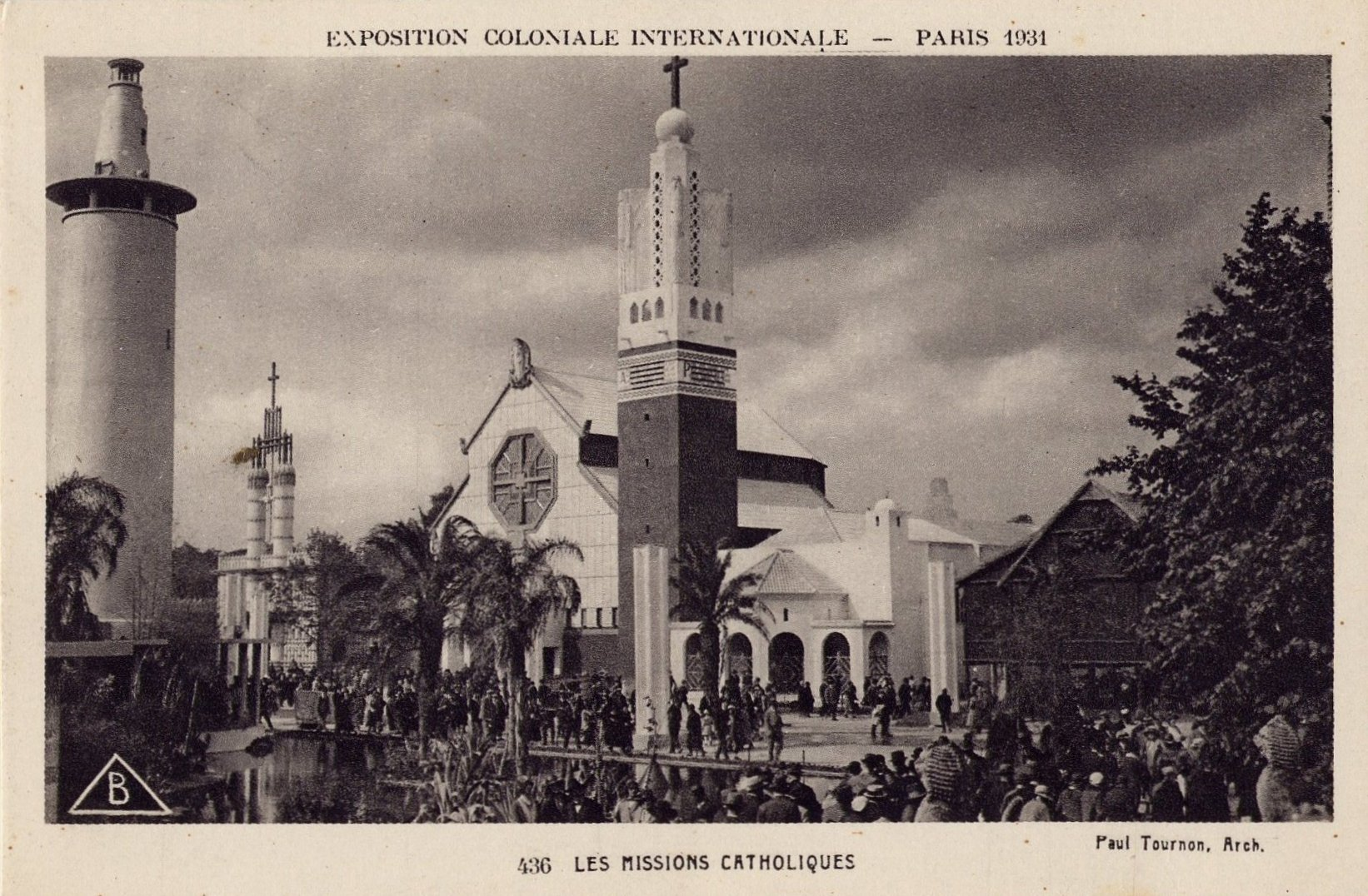
Pavillon des Missions catholiques à l'Exposition coloniale internationale de 1931 à Paris.

- pavillon des Missions étrangères de l’Exposition coloniale internationale de 1931, décoration avec Marthe Flandrin ;
- Exposition universelle de 1937 ;
- rétrospective de la Société internationale des beaux-arts au Salon des artistes français au Grand Palais à Paris en 1982 ;
- rétrospective à Pont-du-Château à Clermont-Ferrand en 1988.

## Récompenses
- nombreux prix et médailles à l'école des beaux-arts de Paris ;
- prix de Madagascar ;
- prix de l'Afrique équatoriale Française ;
- seconde médaille au Salon des artistes français de 1935 ;
- prix du Salon de la Société nationale des beaux-arts de 1935 ;
- primée à l'Exposition universelle de 1937.